# Mes del Sagrado Corazón de Jesús
El Mes del Sagrado Corazón de Jesús hace referencia a la devoción católica de dedicar el mes de junio a la dedicada al Sagrado Corazón de Jesús. Durante ese mes se suelen celebrar varias devociones.

## Historia

### Aparición de junio de 1674
Desde el desarrollo de la devoción al Sagrado Corazón de Jesús en Francia en el siglo XVII, el mes de junio ha estado relacionado con el Sagrado Corazón de Jesús. 
Probablemente en junio o julio de 1674, Margarita María Alacoque afirmó que Jesús pidió ser honrado bajo la figura de su corazón, diciendo también que, cuando apareció radiante de amor, pidió una devoción de amor expiatorio: la recepción frecuente de la comunión, especialmente en los primeros viernes del mes, y la observancia de la hora santa.
De nuevo, durante la octava del Corpus Christi, en 1675, probablemente el 16 de junio, tuvo lugar la visión conocida como la «gran aparición», que pidió a Margarita María una fiesta de reparación el viernes después de la octava de Corpus Christi, ordenándole que consultara a su confesor Claudio La Colombière, entonces superior de la pequeña casa jesuita de Paray-le-Monial.

### Cuarenta días en junio durante la Revolución Francesa
El primer «mes» del Sagrado Corazón de Jesús se celebró en la época de la Revolución Francesa. De hecho, el jesuita francés Alexandre Charles Marie Lanfant, que murió como mártir en las masacres de septiembre de 1792, fomentó la distribución de un panfleto que pedía cuarenta días de oración y penitencia y que finalizaba con una oración solemne de Consagración al Sagrado Corazón de Jesús en junio de 1790.

### Una devoción que se expandió en elsigloXIX
Varias órdenes religiosas y especialmente generaciones de jesuitas como Jean-Joseph Huguet, François-Xavier Gautrelet, Henry Ramière, Louis Gaston de Ségur, compusieron devocionales impresos en masa, con oraciones al Sagrado Corazón de Jesús para cada día de junio.
Las devociones de junio al Sagrado Corazón de Jesús se extendieron a lo largo del siglo XIX y culminaron en la devoción popular el 16 de junio de 1875, cuando el arzobispo de París, cardenal Guibert colocó la primera piedra de la Basílica del Sagrado Corazón de Montmartre, honrando después de doscientos años la cuarta petición relatada por Margarita María Alacoque a partir del 16 de junio de 1675. Como tres quintas partes de los ingresos anuales de la capilla temporal llegaban durante el mes de junio, se ha sugerido que la elección de junio también puede haber estado relacionada con «planes más amplios para el buen tiempo». 
Según los mensajes que recibió en sus revelaciones de Cristo, el 10 de junio de 1898, la hermana religiosa de la Congregación de Nuestra Señora de la Caridad del Buen Pastor, María del Divino Corazón (1863-1899), escribió al papa León XIII. Afirmó que había recibido un mensaje de Cristo, en el que pedía al papa que consagrara el mundo entero al Sagrado Corazón. El papa no le dio credibilidad al principio y no tomó ninguna medida. Sin embargo, el 6 de enero de 1899, ella envió otra carta pidiendo que, además de la consagración, se observaran los primeros viernes de mes en honor al Sagrado Corazón de Jesús.
María del Divino Corazón murió en su monasterio en Portugal cuando la iglesia cantaba las primeras vísperas del Sagrado Corazón de Jesús el 8 de junio de 1899. Al día siguiente, el Papa León XIII consagró el mundo entero al Sagrado Corazón de Jesús, como se anunció en la carta encíclica Annum Sacrum.
La encíclica también animó a todo el episcopado católico romano a promover la Devoción de los primeros viernes, estableció junio como el Mes del Sagrado Corazón e incluyó la Oración de consagración al Sagrado Corazón de Jesús.

### Elevación de la fiesta durante el Concilio Vaticano II
Aunque el papa Clemente XIII había instituido oficialmente la fiesta del Sagrado Corazón para algunos lugares el 6 de febrero de 1765, la fiesta se extendió a toda la iglesia cuando Pío IX designó el viernes siguiente a la octava de la fiesta del Corpus Christi como fiesta del Sagrado Corazón. Durante el Concilio Vaticano II, para dedicar completamente ese mes a esta devoción específica, la fiesta fue elevada al rango de solemnidad. Al mismo tiempo, teólogos como Nicholas Harnan advirtieron que la expansión de la devoción al Sagrado Corazón de Jesús se estaba convirtiendo en una «devoción problemática». El 5 de junio de 1965, el papa Pablo VI pidió una renovación de la devoción al Sagrado Corazón de Jesús. En 1995, San Juan Pablo II reiteró la importancia de esta devoción e instituyó la Jornada Mundial de Oración por la Santificación de los Sacerdotes en la fiesta del Sagrado Corazón de Jesús en junio para que «el sacerdocio pueda estar protegido en las manos de Jesús, más bien en su corazón, para que pueda estar abierto a todos». 

### Observancia de junio como mes del Sagrado Corazón de Jesús en elsigloXXI
Paralelamente a las devociones de mayo a la Santísima Virgen María, y a la devoción del primer viernes del mes, la devoción al Sagrado Corazón de Jesús se fue extendiendo gradualmente a todo el mes de junio. El mes de junio se ha dedicado a la veneración del Sagrado Corazón de Jesús al menos desde el siglo XIX. A lo largo de junio, muchos católicos practicantes han publicado imágenes del Sagrado Corazón de Jesús en redes sociales en oposición al mes del orgullo, que consideran una celebración del pecado por corporaciones, políticos, agencias gubernamentales y otras instituciones seculares que han defendido y pregonado eslóganes progresistas.  Cuando la Conferencia de los Obispos Católicos de Estados Unidos publicó un recordatorio de que junio estaba dedicado al Sagrado Corazón de Jesús, al menos un medio conservador lo promocionó como un intento de «reclamar» el mes de junio.
Esto coincidió con la decisión de un equipo de béisbol de las Grandes Ligas de honrar a un grupo satírico de drag queens benéfico, las Hermanas de la Perpetua Indulgencia El lanzador Clayton Kershaw, entre otros, ha expresado su disgusto por el tipo de sátira de las Hermanas, afirmando: «No estoy de acuerdo con burlarse de las religiones de otras personas». La Conferencia de Obispos Católicos de Estados Unidos también emitió la siguiente declaración:
Los cristianos católicos reconocen tradicionalmente junio como el mes del Sagrado Corazón de Jesús. Durante este tiempo, recordamos el amor de Cristo por nosotros, que es visible de manera especial en la imagen de su corazón traspasado, y rezamos para que nuestros propios corazones puedan conformarse al suyo, llamándonos a amar y respetar a todo su pueblo.
Este año, el 16 de junio, día de la Solemnidad del Sagrado Corazón de Jesús, un equipo de béisbol profesional ha elegido, sorprendentemente, honrar a un grupo cuya lascivia y vulgaridad al burlarse de nuestro Señor, de Su Madre y de las mujeres consagradas no puede ser exagerada. Esto no solo es ofensivo y doloroso para los cristianos de todo el mundo, sino que es una blasfemia.
Ha sido alentador ver a tantos católicos fieles y otras personas de buena voluntad levantarse para decir que lo que hace este grupo está mal, y que está mal honrarlos. Hacemos un llamamiento a los católicos para que recen la Letanía del Sagrado Corazón de Jesús el 16 de junio, ofreciendo esta oración como acto de reparación por las blasfemias contra nuestro Señor que vemos en nuestra cultura hoy en día.

## Devociones

### Fiesta del Sagrado Corazón de Jesús
La Fiesta del Sagrado Corazón de Jesús es un día festivo en el calendario litúrgico del rito romano de la Iglesia católica. Según el Calendario romano general desde 1969, se conoce formalmente como la Solemnidad del Santísimo Corazón de Jesús (Sollemnitas Sacratissimi Cordis Iesu) y cae el viernes que sigue al segundo domingo después de Pentecostés, que también es el viernes después de la antigua octava del Corpus Christi. Por esa razón, casi necesariamente ocurre durante el mes de junio, a partir del cual el día de la fiesta se expandió a un mes festivo.

### Oración de consagración al Sagrado Corazón de Jesús
Junio es tradicionalmente un mes en el que las comunidades y las personas se consagran o renuevan su consagración al Sagrado Corazón de Jesús.

### Letanías del Sagrado Corazón de Jesús
Durante el mes de junio, se suelen recitar y se han fomentado la Letanía del Sagrado Corazón de Jesús. Así, Juan Pablo II exhortó a los fieles en su audiencia general con estas palabras:

Es bien sabido que el mes de junio está dedicado especialmente al Divino Corazón, al Sagrado Corazón de Jesús. Le expresamos nuestro amor y nuestra adoración mediante la letanía que en las invocaciones individuales habla con especial profundidad de sus contenidos teológicos.